# Cự Thắng
Cự Thắng là một xã thuộc huyện Thanh Sơn, tỉnh Phú Thọ, Việt Nam.
Xã Cự Thắng có diện tích 28,13 km², dân số năm 1999 là 4792 người, mật độ dân số đạt 170 người/km².